# هیو فنویک بروک
هیو فنویک بروک (انگلیسی: Hugh Fenwick Brooke؛ ۹ ژوئن ۱۸۷۱ – ۱۳ آوریل ۱۹۴۸) فرد نظامی اهل بریتانیا بود. وی همچنین برندهٔ جوایزی همچون نشان حمام و نشان امپراتوری بریتانیا شده‌است.